# Wielki Meczet w Tiranie
Wielki Meczet w Tiranie, Meczet Namazgâh (alb. Xhamia e Namazgjasë) – meczet w Tiranie w Albanii, wzniesiony w latach 2015–2022; największy meczet na Bałkanach.

## Historia
W Tiranie znajduje się 8 mniejszych meczetów, postanowiono wznieść jednak jeden obszerny meczet, który będzie największy na Bałkanach. Budowa była finansowana głównie przez turecki rząd; koszty budowy szacowano na około 30 mln euro. Planowane jest nauczanie języka tureckiego w meczecie, co jest postrzegane jako przejaw neoosmańskiej polityki Recepa Tayyipa Erdoğana. Budowa została rozpoczęta w 13 maja 2015 roku, zainicjowano ją w obecności prezydenta Erdoğana. Świątynia miała zostać otwarta w 2019 roku, ale konflikt Erdoğana ze zwolennikami Fethullaha Gülena (FETO) doprowadził do zawieszenia prac. Meczet został ostatecznie ukończony w 2022 roku. Premier Edi Rama powiedział w 2022 roku, że inauguracja meczetu nie jest kwestią rządu Albanii i nie ma on wpływu na datę inauguracji obiektu.

## Architektura
Na budowę meczetu wybrano park przy gmachu parlamentu w Tiranie. Meczet ma powierzchnię 6000 m², wzniesiono go w stylu architektury osmańskiej – przypomina meczety w Stambule. Kopuła meczetu ma wysokość 30 m. Meczet ma 4 minarety o wysokości 50 m. Poza salą modlitwy na pierwszym piętrze meczetu zaplanowano utworzenie m.in. centrum kultury, centrum edukacyjnego z biblioteką, sal do nauki, restauracji.
Meczet może pomieścić około 5000 osób.

## Galeria

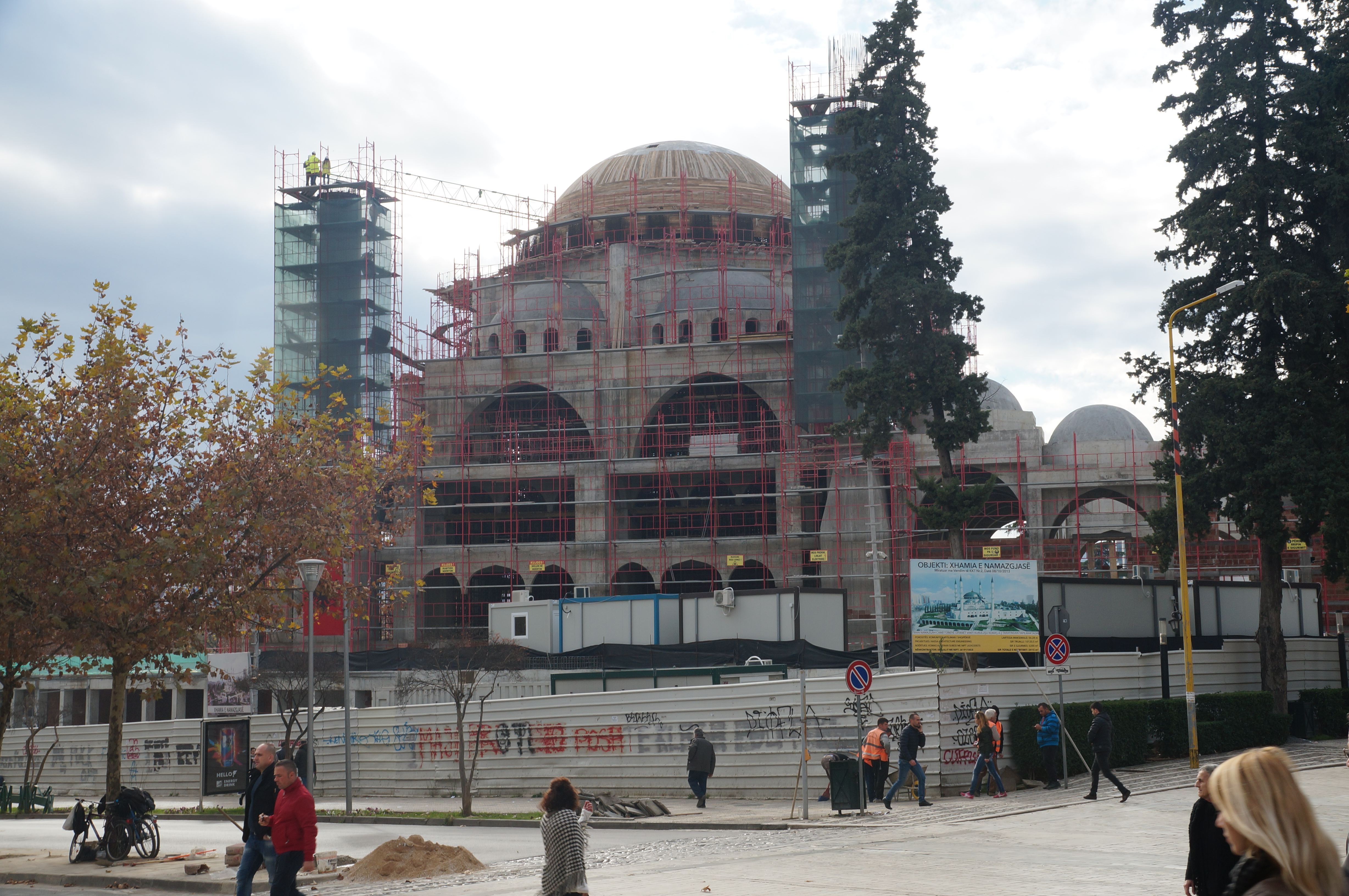
Meczet w budowie (2016)
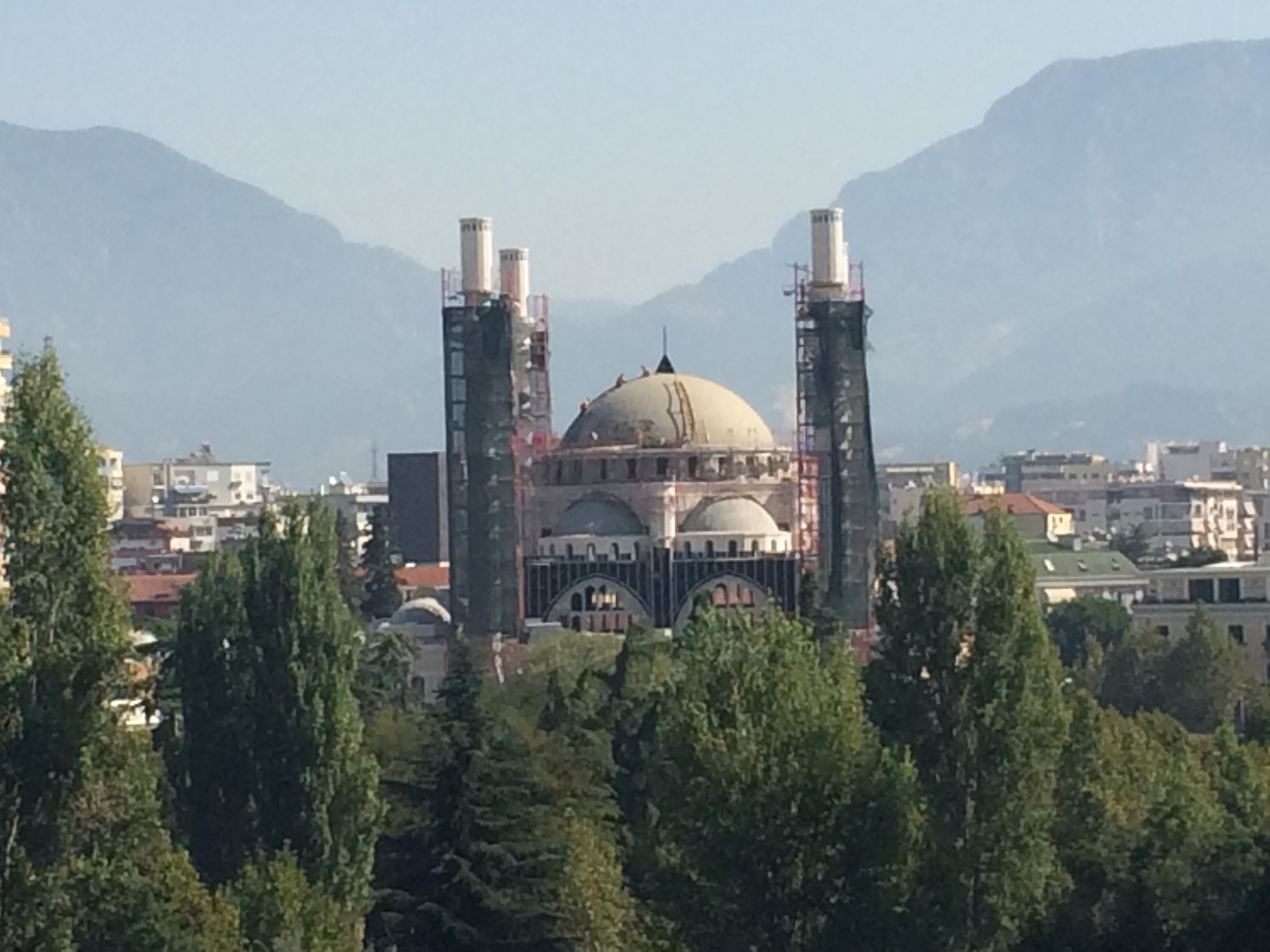
Budowa minaretów (2017)
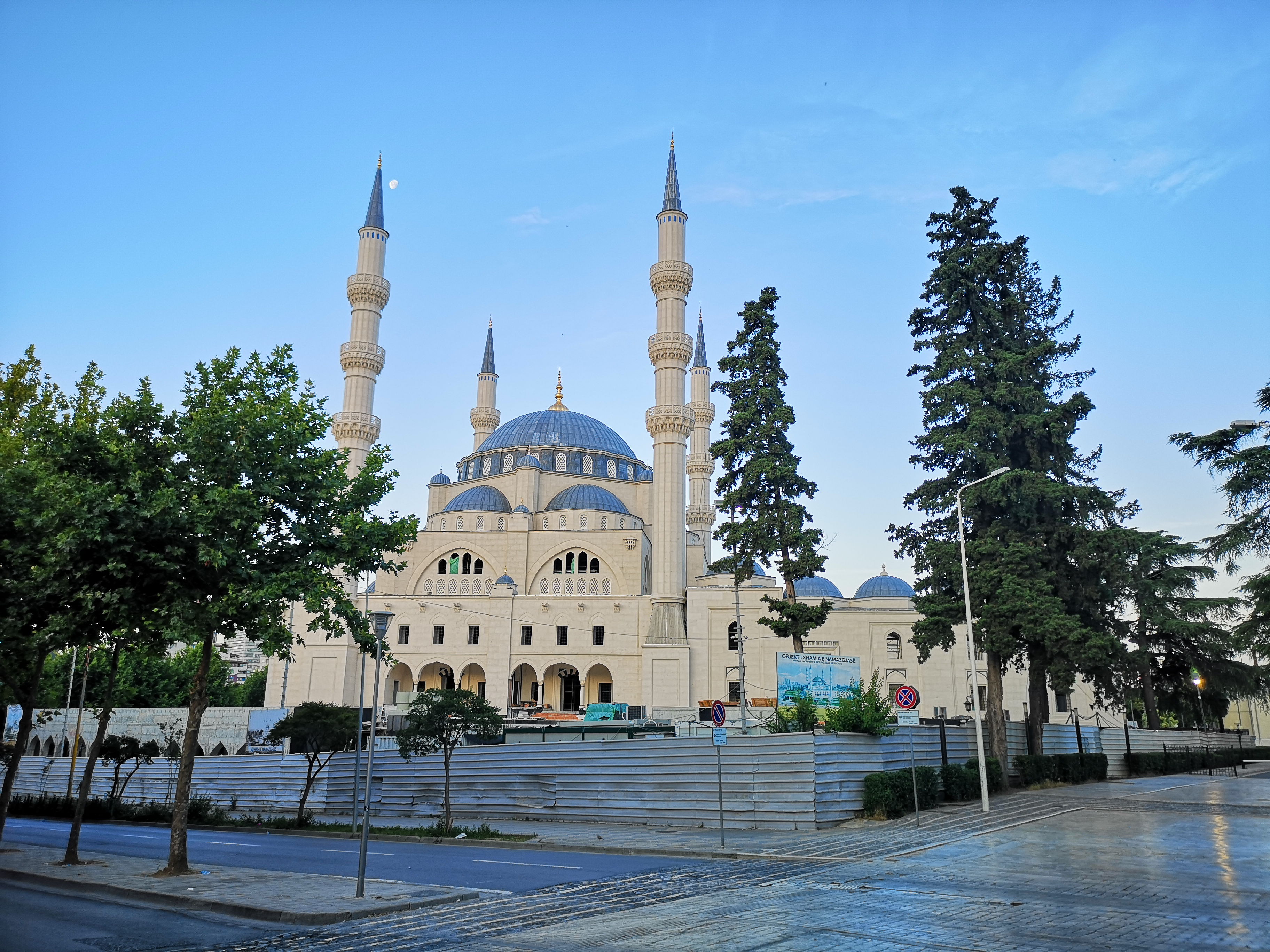
Meczet otoczony prowizorycznym ogrodzeniem (2019)
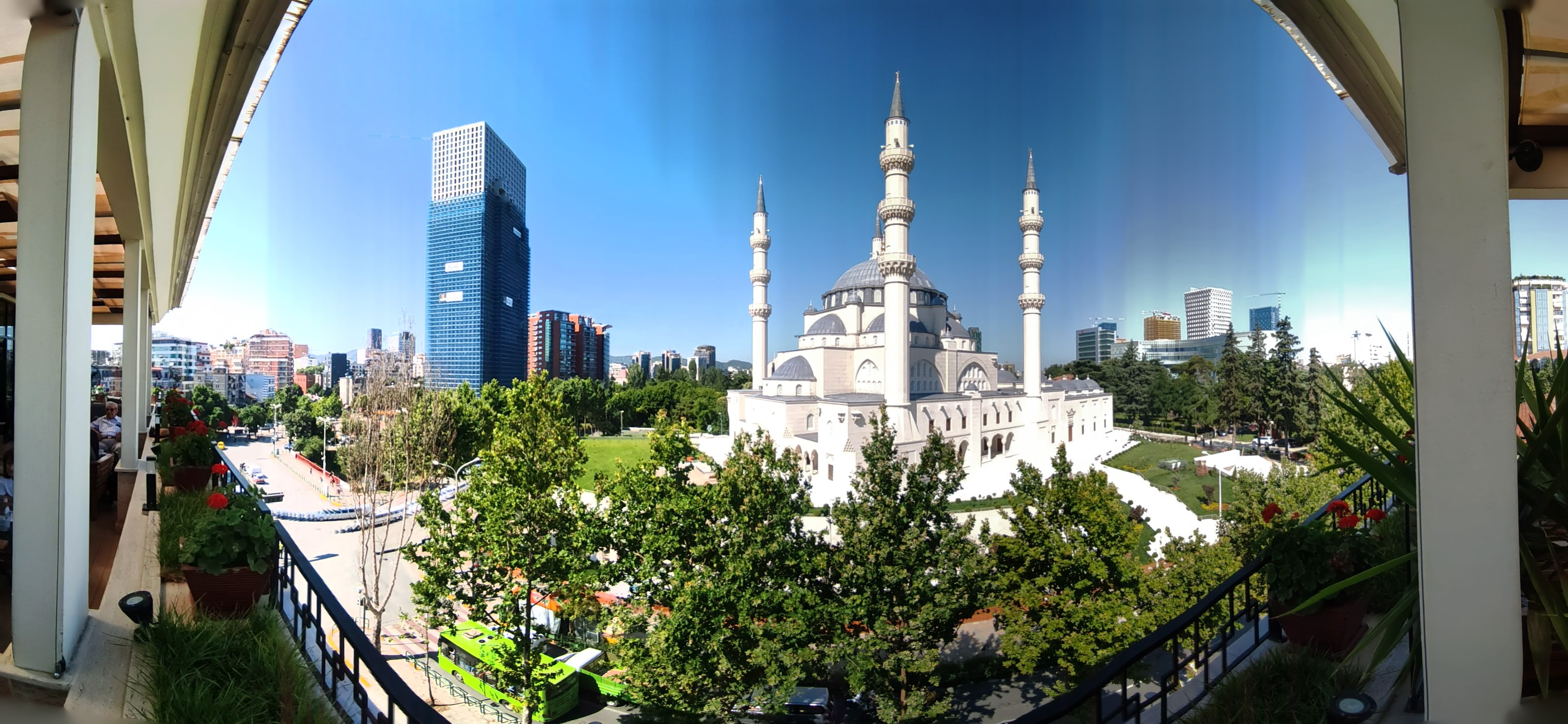
Meczet i jego otoczenie (2022)
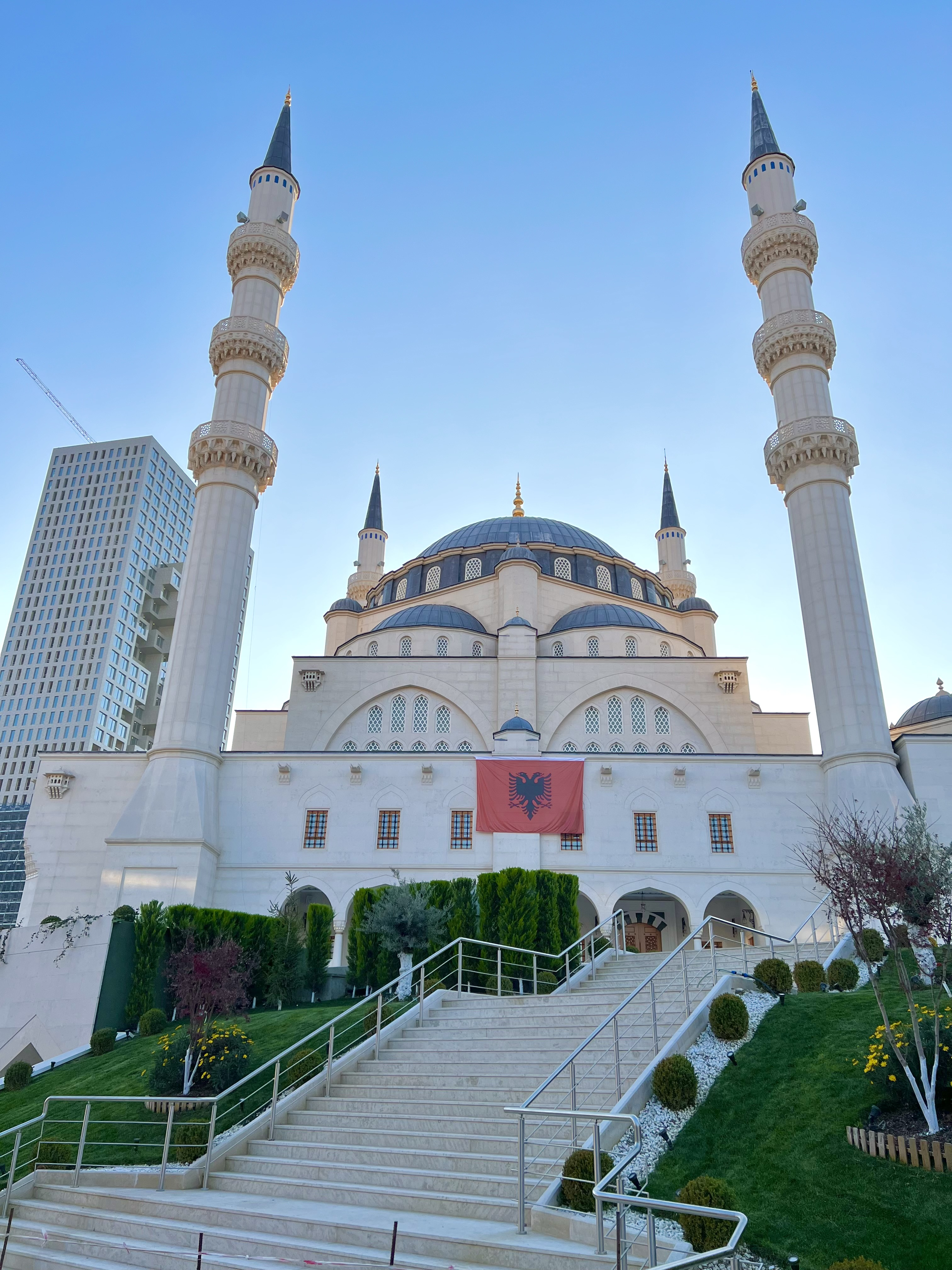
Flaga Albanii na elewacji (2023)
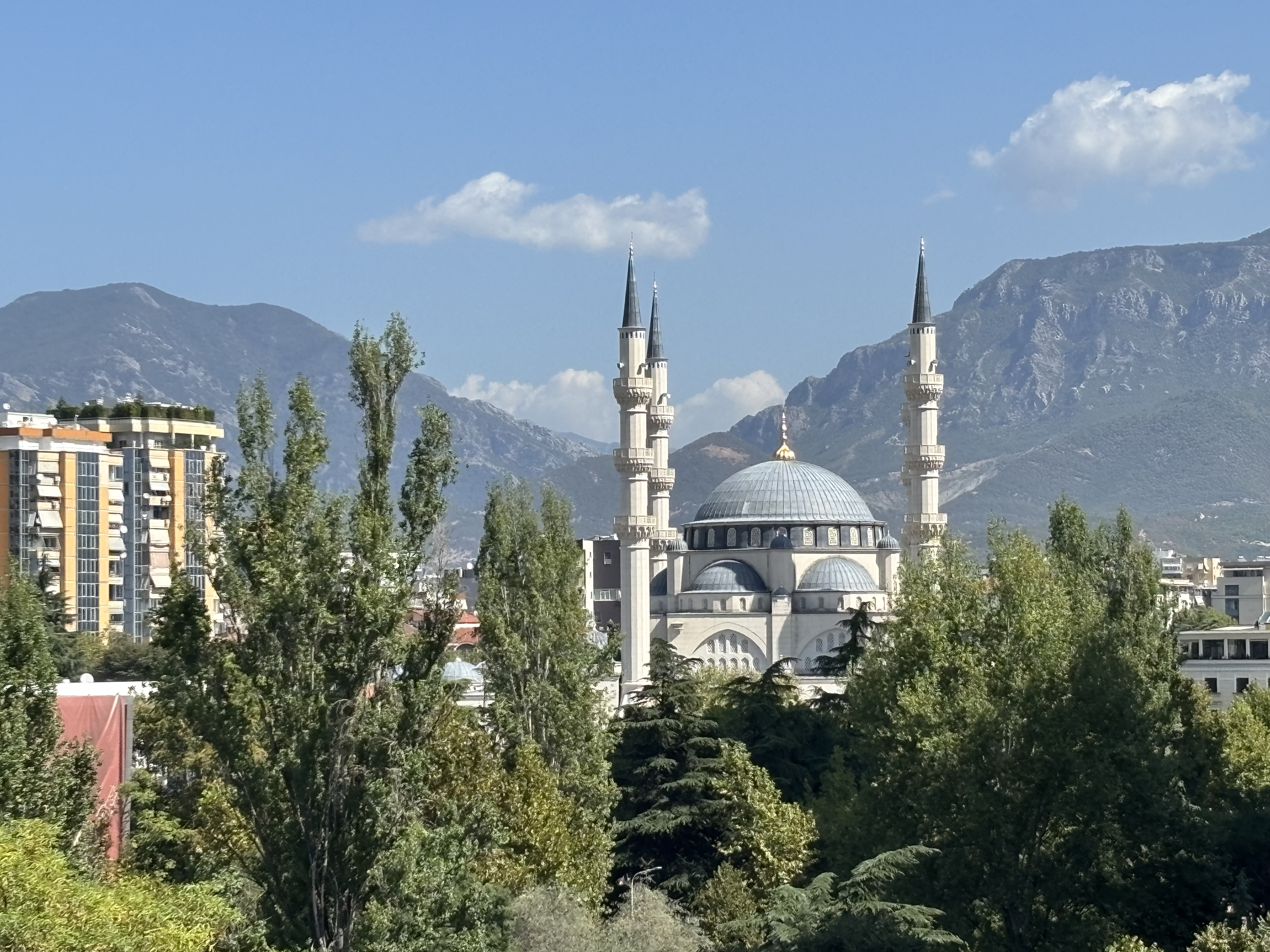
Wielki Meczet w Tiranie (wrzesień 2024)